# Weßling
Weßling är en kommun och ort i Landkreis Starnberg i Regierungsbezirk Oberbayern i förbundslandet Bayern i Tyskland.